# The Spoons (glazbeni sastav, Pula)
The Spoons su bili garage punk rock sastav iz Pule, aktivni od 1987. do 2001. godine.

## Povijest
The Spoons su 1987. godine osnovali gitarist Romeo Đomlija i bubnjar Ivica Kovačević, koji su još krajem sedamdesetih svirali u novo valnom punk sastavu Visoki Napon. Dolaskom basista Doriana Licula (također Visoki Napon) i pjevača Brunetta Subiotta, sastav je formiran te ubrzo objavljuje svoj prvi uradak "Take The World As It Comes" za etiketu Listen Loudest. Slijede brojni nastupi te sredinom rujna 1990. godine snimanje prvog albuma "Voxin"  u Arena studiju Pula, na potpuno analognoj 24 kanalnoj opremi.
Album je objavljen u travnju 1991. godine. Dobio je veoma pozitivne kritike što je dodatno učvrstilo status sastava. U to vrijeme im se pridružuje i klavijaturistica Suzana Đomlija na legendarnim VOX Continental orguljama
Raspadom Jugoslavije odlazi i pjevač Brunetto Subiotto, a njegovo mjesto zauzima Jim Lalock s kojim The Spoons snimaju drugi album "Web Of Fuzz" u travnju 1993. godine. Album je objavljen 1993. godine na ploči za etiketu Slušaj najglasnije, a u CD izdanju 1994. godine za slovensku etiketu NIKA Records. Suzana Đomlija tada prelazi na bas-gitaru. Treći album "Supervoxin'" s novim pjevačem Damirom Bačac - Belijem također objavljuje NIKA Records 1995. godine. 
Odlaskom originalnog bubnjara Ivice Kovačevića 1997. godine, The Spoons postaju trio te uz novog bubnjara Slavena Brajkovića snimaju zadnji album "Here Are The Spoons", objavljen krajem 1999. godine za etiketu Anubis Records. Ovaj album je snimljen u mono tehnici i označio je povratak The Spoons-a na R'n'B glazbu šezdesetih, nakon kojeg je uslijedila turneja po Nizozemskoj. 

The Spoons prestaju s radom krajem 2001. godine. Album "Take The World As It Comes" je objavljen na ploči 2002. godine za nizozemsku etiketu No Brain Records.

## Diskografija
- Take The Worls As It Comes, Listen Loudest 1988. (kazeta)
- Voxin’, Idle Valley Records 1991. (ploča)
- Live At Pyramid, Idle Valley Records 1992. (kazeta)
- Web Of Fuzz, Listen Loudest 1993. (ploča)
- Web Of Fuzz, NIKA Records 1995. (CD)
- Supervoxin’, NIKA Records 1996. (CD)
- Here Are The Spoons , Anubis Records 1999. (CD)
- Shakin' With Linda, Digital Sound Carriers 2001. (UK) (EP ploča)
- Take The World As It Comes, No Brains Records 2002. (ploča)

## Članovi sastava
- Ivica Kovačević - bubnjevi
- Doriano Licul - bas-gitara
- Brunetto Subiotto - vokali
- Romeo Đomlija - gitara, bas-gitara, vokali
- Suzana Đomlija - vox orgulje, bas-gitara, vokali
- Jim Lalock - vokali
- Damir Bačac - vokali
- Iwo Jivo - bas-gitara
- Slaven Brajković - bubnjevi